# نووه گروبیتسه
نووه گروبیتسه (به لاتین: Nowe Grobice) یک روستا در لهستان است که در گمینا خنوو واقع شده‌است. نووه گروبیتسه ۱۵۰ نفر جمعیت دارد.